# European Federation of Pharmaceutical Industries and Associations
Die European Federation of Pharmaceutical Industries and Associations (EFPIA) ist ein europäischer Dachverband der nationalen Verbände forschender Pharmaunternehmen sowie einzelner Pharmaunternehmen.

## Mitglieder
Es gibt 55 Unternehmensmitglieder (corporate Members), die in Vollmitglieder (Full Members)[2] und beigeordnete Mitglieder (Affiliate Members) und Kleine und Mittlere Unternehmen (SMEs) unterteilt sind, sowie Member associations, die in Vollmitglieder (Full Members) und beigeordnete Mitglieder (Affiliate Members) unterteilt, sind. Als nationale Verbände sind unter anderem für Deutschland der Verband Forschender Arzneimittelhersteller, für Österreich der Fachverband der Chemischen Industrie Österreichs und für die Schweiz scienceindustries und Interpharma vertreten.

## Struktur
Präsident ist Lars Fruergaard Jørgensen (Novo Nordisk), Vizepräsidenten sind Stefan Oelrich (Bayer) und David Loew (IPSEN).

## Zweck
Zentraler Zweck ist es, die Konkurrenzfähigkeit der forschenden Pharmaunternehmen in Europa im regulatorischen und politischen Umfeld zu verbessern. Unter anderem ist der EFPIA auch Gründungsmitglied des International Council for Harmonisation of Technical Requirements for Pharmaceuticals for Human Use. In diesem Gremium wurden in Zusammenarbeit von Arzneimittelbehörden und Pharmaverbänden die Arzneimittelzulassung zwischen der Europäischen Union, der USA und Japan harmonisiert.